# Mark Vipsanij Agripa
Márk Vipsánij Agrípa (Marcus Vipsanius Agrippa), tudi samo Agrípa, rimski vojskovodja, * okoli 63 pr. n. št., † 12 pr. n. št.
Iz  njegovega zgodnjega življenja ni znano veliko. V času, ko je bil umorjen Gaj Julij Cezar (44 pr. n. št.), je bil spremljevalec Oktavijana (pozneje cesar Avgust) v Iliriji. Poročen je bil s hčerko Avgusta, Julijo. Kot zelo sposoben poveljnik se je boril z Lucijem Antonijem (41–40 pr. n. št.), Sekstom Pompejem (sinom Gneja Pompeja) in Markom Antonijem (31 pr. n. št. pomorska bitka). Leta 23 pr. n. št. ga je Avgust predvidel za svojega naslednjika. 18 pr. n. št. tribun leta 13 pr. n. št. ponovno izvoljen. Judom je priznal pravice. Dal je zgradit številne ceste v Galiji in panteon v Rimu ter zasnoval prvi sodobni zemljevid sveta.